# ロボットしずかちゃん
ロボットしずかちゃん は、落語の演目のひとつ。小佐田定雄が1985年に作った新作落語で、おもに2代目桂枝雀が演じた。枝雀による初演は1986年に英語で行われ、このことにより日本語以外の言語によって初演された、落語史上初めての作品となった。

## 成立の経緯
1985年の6月から1年間、枝雀は「フリージャズからヒントを得て、落語の『筋』からの自由を目指した試み」として「フリー落語の会」を開いた。当初は観客からきっかけとなる一言をもらって、即興で落語を作って披露していたが、観客に緊張感ばかりを与えていたことに気付いた枝雀は、あらかじめ大まかな筋だけ決めて、登場人物の台詞はその場で作って演じるように変更するようになっていた。
同年の秋、枝雀と小佐田は、「留守番を頼まれた男が、口やかましい機械たちに振り回される」という設定を考え付いた（当時、音声を発する機械が多く普及し始めていた）。小佐田は、その数日後に作品の原本となる台本を枝雀のもとへ持ち込んだ。演題の元となるロボットの名「しずかちゃん」は、枝雀が名付けた。
落語の型にした段階で、枝雀が当時通っていた英会話教室の校長に披露したところ、校長が「英語でやった方がよいのではないか」と助言したことから、校長と講師と枝雀の3人で英訳に取り組むことになった。校長は「しずかちゃん」に"Little Miss Quiet"と英名を付け、これが英語版のタイトルになった。そして、翌年・1986年の3月24日に開催された落語会において、英語で初演を行うことになった。
1987年以降、枝雀は本格的に英語落語の海外公演を始める。解説が必要となる古典落語と違い、落語を聞き慣れていない外国人にもわかりやすい内容のため、同演目は複数回演じられることとなった。
その後、枝雀は日本語でも同演目を演じたが、「英語ほどすっきりといかない不思議な落語だ」と語っている。

## あらすじ
舞台は現代。ある男は姉に頼まれ、姉の家で留守番をする。新しいもの好きな姉は、様々な新式の家電製品や家具を購入していた。男がお土産のアイスクリームを冷蔵庫に入れるために扉を開けると、食パンがあるのを見つける。焼いて食べようか思案していると、冷蔵庫は「ドア閉めてください、ドア閉めてください」と人の声で警告音を発する。トースターはパンが焼けるまでの時間をカウントダウンし、焼き上げると、冷めないうちに食べるよう忠告する。ベッドに横になると、ベッドからは子守唄が流れ出し、「電気（＝照明）を消してください」とアナウンスする。急に「起きなさい！ 起きなさい！」との声がするので男は驚くが、間違ってセットされた目覚まし時計の音だったことがわかる。
男は寒さをおぼえたのでファンヒーターのスイッチを入れるが、「温度は十分です。私は必要ありません」との声を発し、温風を出そうとしない。男は「中から温めよう」とつぶやき、同じように人の声を出す電気酒燗器のスイッチを入れ、酒を温める（電気酒燗器は燗をつける間に歌を1曲歌う）。一息つこうとすると、冷蔵庫が「アイスクリームが（間違って冷蔵室に入れたために）溶けている」と警告し、男はあわてる。その一方で、電気酒燗器は次の燗をつけるように男を急かし、トースターは電源プラグを抜くように指示の声を出す。ファンヒーターは気温が下がってきたことを察知して動作を始めることを宣言して、ベッドは男に「早く寝るように」と促す。
男がパニックになっているところに、姉が帰ってくる。姉は「機械の声がうるさいので、機械的音響浪費調整装置『しずかちゃん』という新しい電化製品を買ってきた」と男に話し、女の子の形状をした小さなロボットを箱から取り出す。姉が「しずかちゃん」のスイッチを入れると、「しずかちゃん」は騒ぐ家電製品たちを見回せる場所に向かい、「お静かに」と注意する。最初は穏便な言葉づかいで注意する「しずかちゃん」だが、家電製品たちの声は止まない。「しずかちゃん」は調子を強めていき、最後には少女型ロボットと思えぬ激しい調子で一喝する。

## エピソード
- 第一学習社の高校1年生向け英語教科書"NEW CREATIVE ENGLISH"の1988年改訂版に、同演目のダイジェストが英文で掲載された[1]。
- ドアの開放を警告する冷蔵庫など情報処理能力を備えた家電製品は2000年代以降に登場し、デジタル家庭電化製品などと呼ばれている。
- 2017年に、桂二葉が小佐田定雄トリビュート落語会で口演している[4]。